# Sergio Corbucci
Sergio Corbucci (Rome, 6 december 1926 - aldaar, 1 december 1990) was een Italiaans filmregisseur.
Hoewel Corbucci nooit door critici serieus is genomen, wordt hij gezien als een belangrijk cultregisseur. Ook hebben filmmakers als Quentin Tarantino en Robert Rodriguez toegegeven door zijn werk te zijn geïnspireerd.
Ofschoon Corbucci talloze genres beoefende - zo regisseerde hij de beroemde Totò tussen 1960 en 1963 in zeven komische films -  is hij vooral bekend geworden om zijn spaghettiwesterns. Corbucci regisseerde een groot aantal van de meest succesvolle films in dat genre en na Sergio Leone wordt hij dan ook beschouwd als de tweede vader van de spaghettiwestern.
Corbucci regisseerde zijn eerste spaghettiwestern, Minnesota Clay, in 1965. Daarna regisseerde hij de cultwesterns Navajo Joe (1966), I crudeli (1967), Il grande silenzio (1968), Il mercenario (1968), Vamos a matar, compañeros (1970) en La banda J. & S. - Cronaca criminale del Far West (1972). In de meeste van deze films speelde de Italiaanse acteur Franco Nero de hoofdrol. Nero speelde ook in de extreem succesvolle en zeer invloedrijke spaghettiwestern Django (1966), de film die doorgaat voor het beste werk van Corbucci.
De westerns van Corbucci kenmerken zich door:
- Bruut geweld
- Slordige zooms
- Zwarte humor
- Politiek-linkse symboliek. (Corbucci was een fanatiek marxist en zijn films gaan vaak over arbeiders, het gevaar van kapitalisme, racisme en gevaar van hebzucht, de corruptie van de katholieke kerk enz.)

## Filmografie
- Salvate mia figlia (1951)
- Terra straniera (1954)
- Island Sinner (1954)
- Acque amare (1954)
- Baracca e burattini (1954)
- Carovana di canzoni (1955)
- Suonno d'ammore (1955)
- Suprema confessione (1956)
- Ángeles sin cielo (Il ragazzo dal cuore di fango, 1957)
- I ragazzi dei Parioli (1959)
- Chi si ferma è perduto (1960)
- Un americano en Toledo (1960) (een van de drie scenarioschrijvers)
- Totò, Peppino e... la dolce vita (1961)
- Maciste contro il vampiro (1961)
- Romolo e Remo (1961)
- I due marescialli (1961)
- Il figlio di Spartacus (1962)
- Lo smemorato di Collegno (1962)
- Il giorno più corto (1963)
- Il monaco di Monza (1963)
- Gli onorevoli (1963)
- Massacre at Grand Canyon (1964) (as Stanley Corbett)
- Castle of Blood (1964) (uncredited)
- Minnesota Clay (1965)
- Sons of the Leopard (1965)
- L'uomo che ride (1966)
- Django (1966)
- Johnny Oro (1966)
- Navajo Joe (1966)
- Bersaglio mobile (1967)
- I crudeli (1967)
- Il mercenario (1968)
- Il grande silenzio (1968)
- Zum zum zum (1969) Co-director Bruno Corbucci.
- The Specialists (Drop Them or I'll Shoot, 1969)
- Vamos a matar, compañeros (1970)
- Er più: storia d'amore e di coltello (1971)
- La Banda J.S.: Cronaca criminale del Far West (1972)
- Che c'entriamo noi con la rivoluzione? (1972)
- The Beast (1974)
- Il bianco, il giallo, il nero (1975)
- Di che segno sei? (1975)
- Bluff - Storia di truffe e di imbroglioni (1976)
- Il signor Robinson, mostruosa storia d'amore e d'avventure (1976)
- Tre tigri contro tre tigri (1977)
- Ecco noi per esempio... (1977)
- La mazzetta (1978)
- Pari e dispari (1978)
- Giallo napoletano (1979)
- Poliziotto superpiù (1980)
- Non ti conosco più amore (1980)
- Mi faccio la barca (1980)
- Chi trova un amico trova un tesoro (1981)
- Bello mio, bellezza mia (1982)
- Count Tacchia (1982)
- Sing Sing (1983)
- Questo e quello (1983)
- A tu per tu (1984)
- I Am an ESP (1985)
- Rimini Rimini (1987)
- Roba da ricchi (1987)
- Days of Inspector Ambrosio (1988)
- Night Club (1989)
- Women in Arms (1991)

- Bibsys: 1533887359320
- Biblioteca Nacional de España: XX1202633
- Bibliothèque nationale de France: cb13892735w (data)
- Catàleg d'autoritats de noms i títols de Catalunya: 981058617013006706
- Gemeinsame Normdatei: 135622042
- International Standard Name Identifier: 0000 0000 6302 5441
- Library of Congress Control Number: n94042731
- Nationale Bibliotheek van Tsjechië: xx0142296
- Nationale bibliotheek van Australië: 35430001
- Nationale Bibliotheek van Israël: 987007400426805171
- Nationale Bibliotheek van Polen: a0000002768961
- Nederlandse Thesaurus van Auteursnamen: 07172057X
- Réseau des bibliothèques de Suisse occidentale: 02-A009392775
- Istituto Centrale per il Catalogo Unico: RAVV089627
- SNAC: w64025zf
- Système universitaire de documentation: 060165960
- Trove: 949931
- Virtual International Authority File: 61731403
- WorldCat: E39PBJpPHKmPKjHgX9hyKqbTpP